# Villa Gesell
Villa Gesell, también llamada coloquialmente Gesell, es la ciudad cabecera del partido homónimo, ubicada en el extremo este de la provincia de Buenos Aires, en el centro-este de la Argentina, sobre las costas del mar Argentino. Según el Censo de 2022 contaba con 37.325 habitantes, gran parte de ellos dedicados al servicio turístico, ya que la ciudad se caracteriza por sus concurridas playas durante la temporada de verano.

## Historia

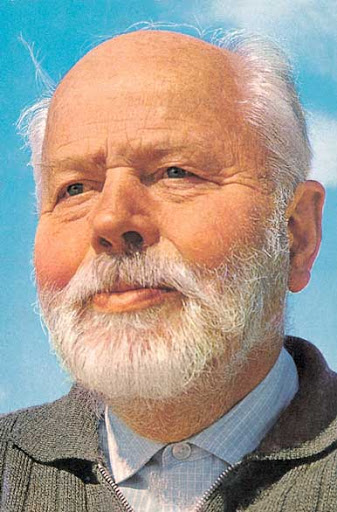
Carlos Gesell, el fundador de la ciudad.

La ciudad de Villa Gesell surgió entre 1931 y 1932, cuando el pionero Carlos Idaho Gesell adquirió terrenos costeros entonces considerados «inútiles» por hallarse cubiertos de dunas entre los que sólo se aventuraba el ganado «cimarrón». Gesell inició la ímproba tarea de fijar las arenas forestando intensivamente con coníferas y —en menor medida— con acacias; su idea original en ningún momento fue la de crear una ciudad turística como la que hoy es, sino que su propósito inicial fue la de sembrar pinos, para abastecer a la propia fábrica de muebles para niños de su familia —Casa Gesell—; con el correr del tiempo (a mediados de la década de 1940) fue surgiendo el poblado con el nombre de Villa Silvio Gesell, nombre que recordaba al economista innovador Silvio Gesell padre de Carlos Gesell e inventor del sistema (mal llamado «de trueque») de créditos.

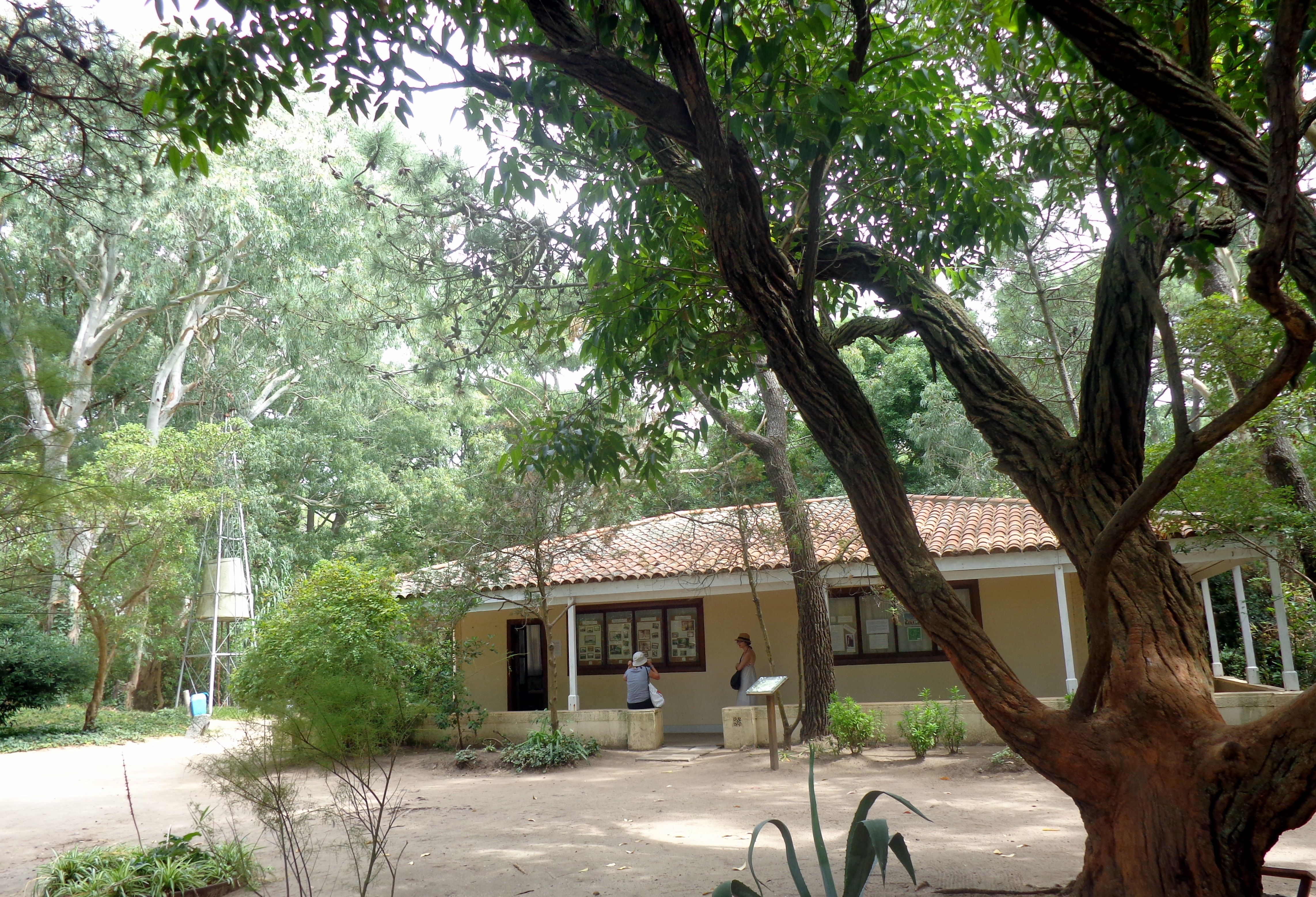
Primera casa del fundador de la ciudad (actual museo) y pinar circundante.

Carlos Gesell, como su padre, buscaba un modo de vida lo más natural posible, de manera que el poblado inicialmente fue un centro de naturistas y vegetarianos. A fines del decenio de 1950 la zona, aún muy agreste, resultaba atractiva para una juventud de poder adquisitivo elevado que tenía algunas actitudes moderadamente contestatarias y adherentes a la entonces llamada Nueva Moral Sexual (esto se encuentra casi documentado en el filme argumental de 1961 Los jóvenes viejos de Rodolfo Kuhn). De tal modo es que en los años 1960 Villa Gesell fue uno de los centros de la movida hippie en Argentina. Desde los años 1970 —y en especial tras el fallecimiento de Carlos Gesell en 1979— la zona fue loteada y muy edificada, en un principio siguiendo el modelo de la casa del mismo Gesell: un chalet.

## Cronología
- 1 de julio de 1978: se creó el municipio urbano de Villa Gesell, que dejó de depender del partido de General Madariaga.
- 6 de junio de 1979: falleció a los 87 años su fundador Carlos Gesell en el Hospital Alemán de Buenos Aires.
- 23 de mayo de 1983: por la ley 9949 Villa Gesell dejó de ser municipio urbano y pasó a ser partido.
- 1995: el chalet de Carlos Gesell fue convertido en Centro Cultural anexo al Museo y Archivo Histórico Municipal.
- 18 de noviembre de 1996: se creó por la ordenanza 1487 la Reserva Municipal Dunícola Faro Querandí.
- 25 de junio de 2013 se declaró Bien de Interés Histórico a la primera vivienda familiar de Carlos Gesell a través del decreto 784/2013, publicado en el Boletín Oficial.

## Población
De acuerdo con el Censo de 2022, su población era 37.325 habitantes, lo que representa un incremento del 26,13% frente a los 29.593 registrados en el censo de 2010 y del 60,48% frente a los 23.257 registrados en el censo de 2001.
| Gráfica de evolución demográfica de Villa Gesell entre 1960 y 2022 |
|                                                                    |
| Fuentes: INDEC                                                     |

## Turismo

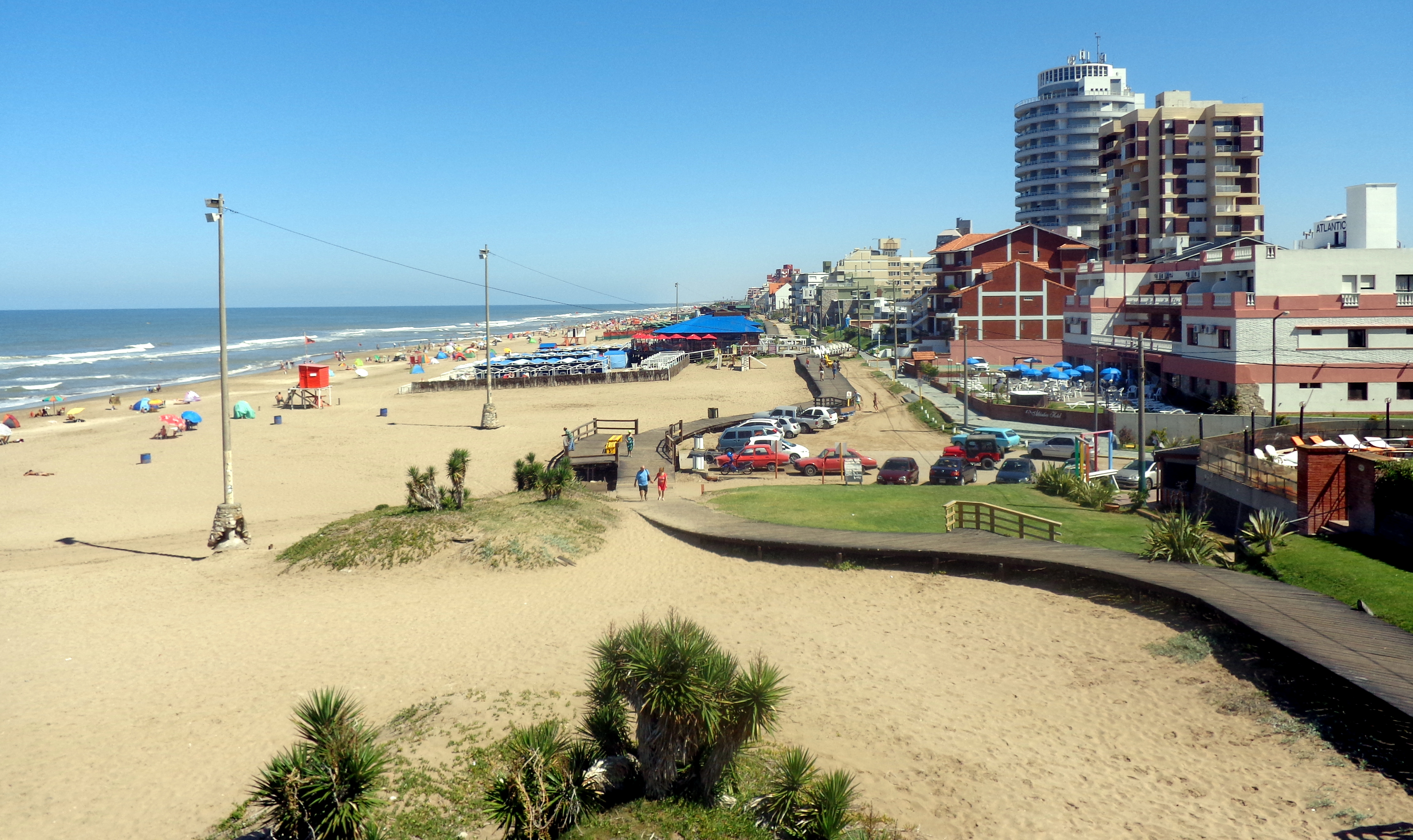
Paseo 105 y playa. Vista hacia el sur de la ciudad.

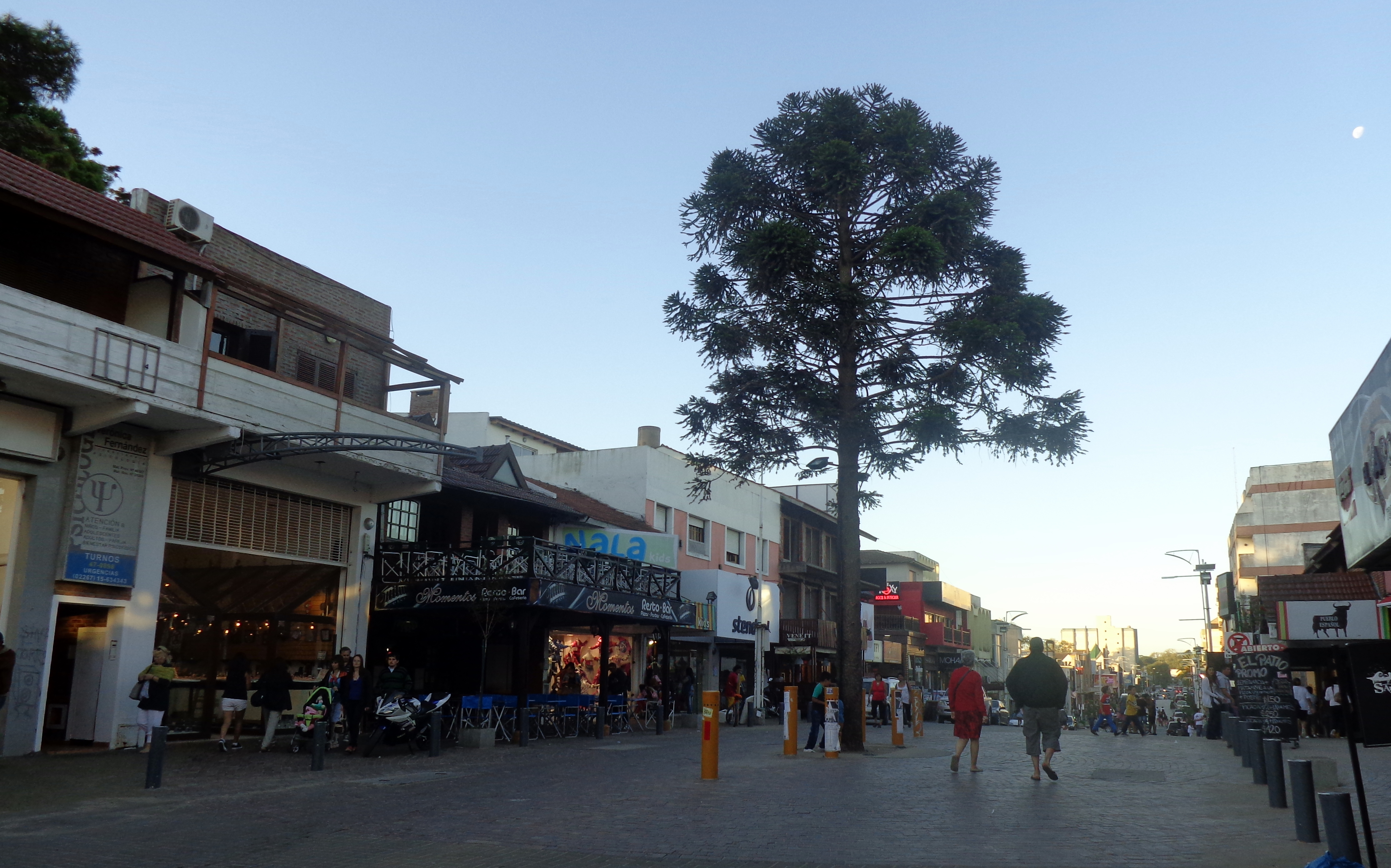
Avenida 3 entre Paseo 105 y Paseo 106. (Vista al paseo 105). Araucaria sobre la avenida principal de la ciudad.

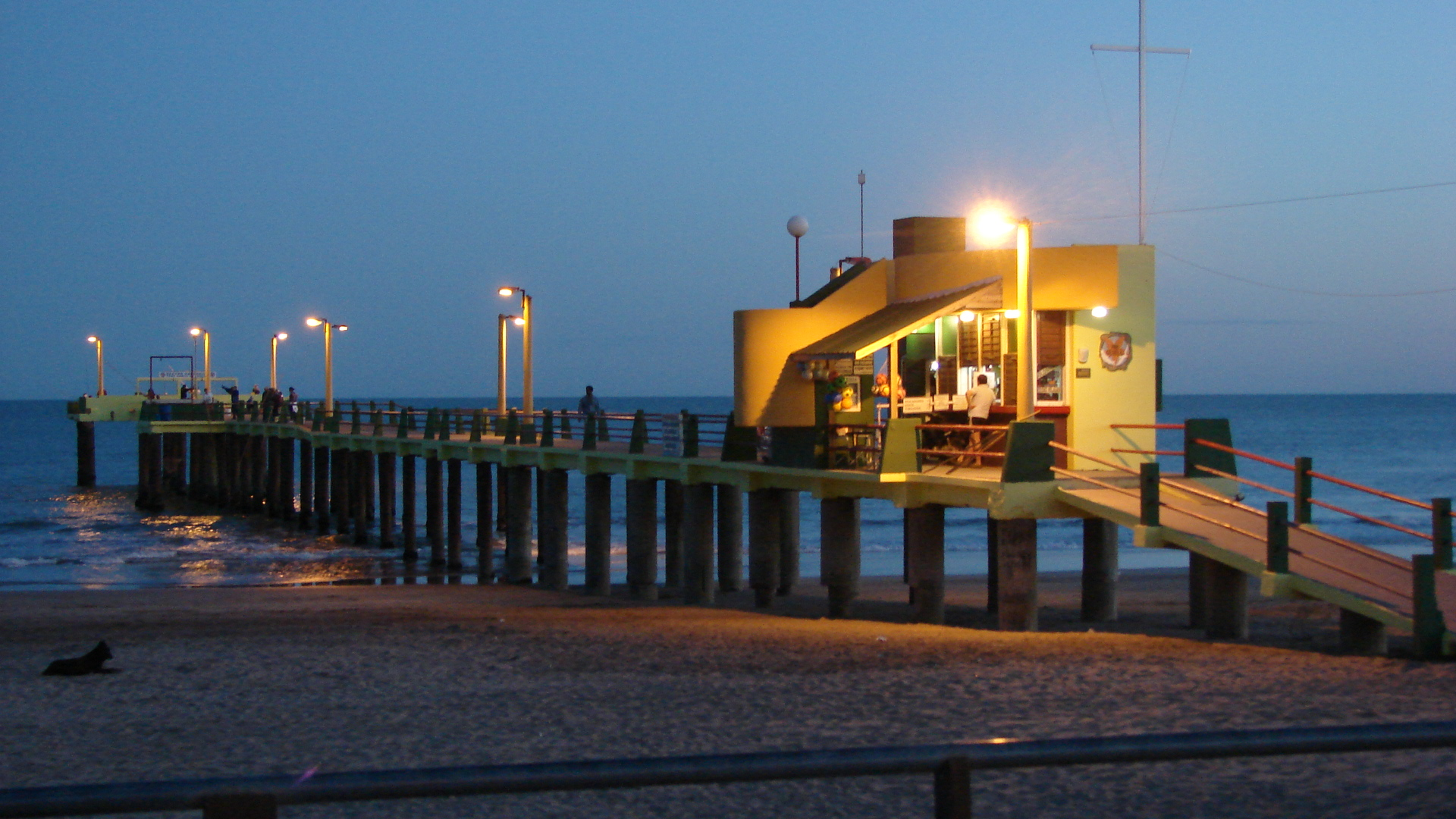
Vista al atardecer del Muelle de Villa Gesell. Ubicado en Paseo 129 y Playa.

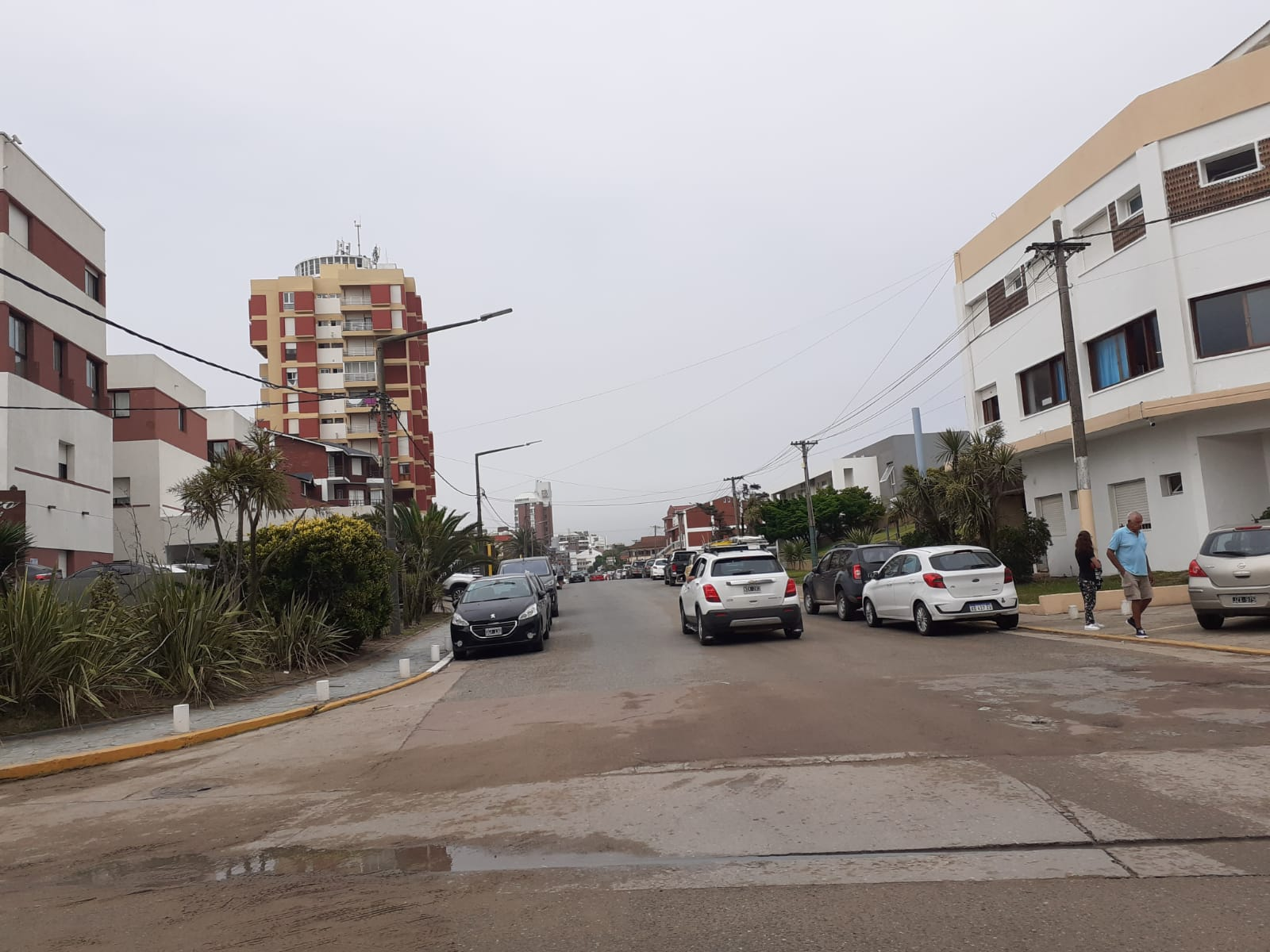
Esquina en la Avenida 1 y Paseo 105. (Vista sobre la avenida 1 al Paseo 106) A una cuadra de la playa.

Villa Gesell, se extiende hacia el sur bordeando las extensas playas del océano Atlántico con una buena temperatura entre los meses de diciembre a marzo.
Hoy es una ciudad llena de vida, con opciones para todos los gustos. La Avenida 3 es un punto obligado para el paseo y las compras, además de la Feria de Artesanos que cuenta con más de 100 puestos. Actividades al aire libre como canchas de golf, cabalgatas, paseos por el bosque, en la playa pueden practicarse deportes como la motonáutica, jet esquí, esquí acuático, surf, windsurf, vóley, hockey, tejo, paleta, salir a correr y otras actividades.
En el año 1968, Carlos I. Gesell inaugura el Anfiteatro del Pinar, lugar donde hasta el día de hoy se realizan los Encuentros Corales de Verano, en el que coros provenientes de todas partes del país hacen sus presentaciones.
La vida nocturna es igual de interesante con los numerosos restaurantes, confiterías, pubs, discotecas, espectáculos artísticos, además de las salas de teatro, cine, la principal atracción hoy en día son los diferentes festivales que se preparan para atraer el turismo y movilizar la economía interna. También son atractivos los chocolates artesanales, la miel (la zona de Villa Gesell es una importante cuenca apícola beneficiada por la densa forestación y abundancia de flores) y la Winterfest o fiesta invernal de la cerveza.

### Pinar del Norte

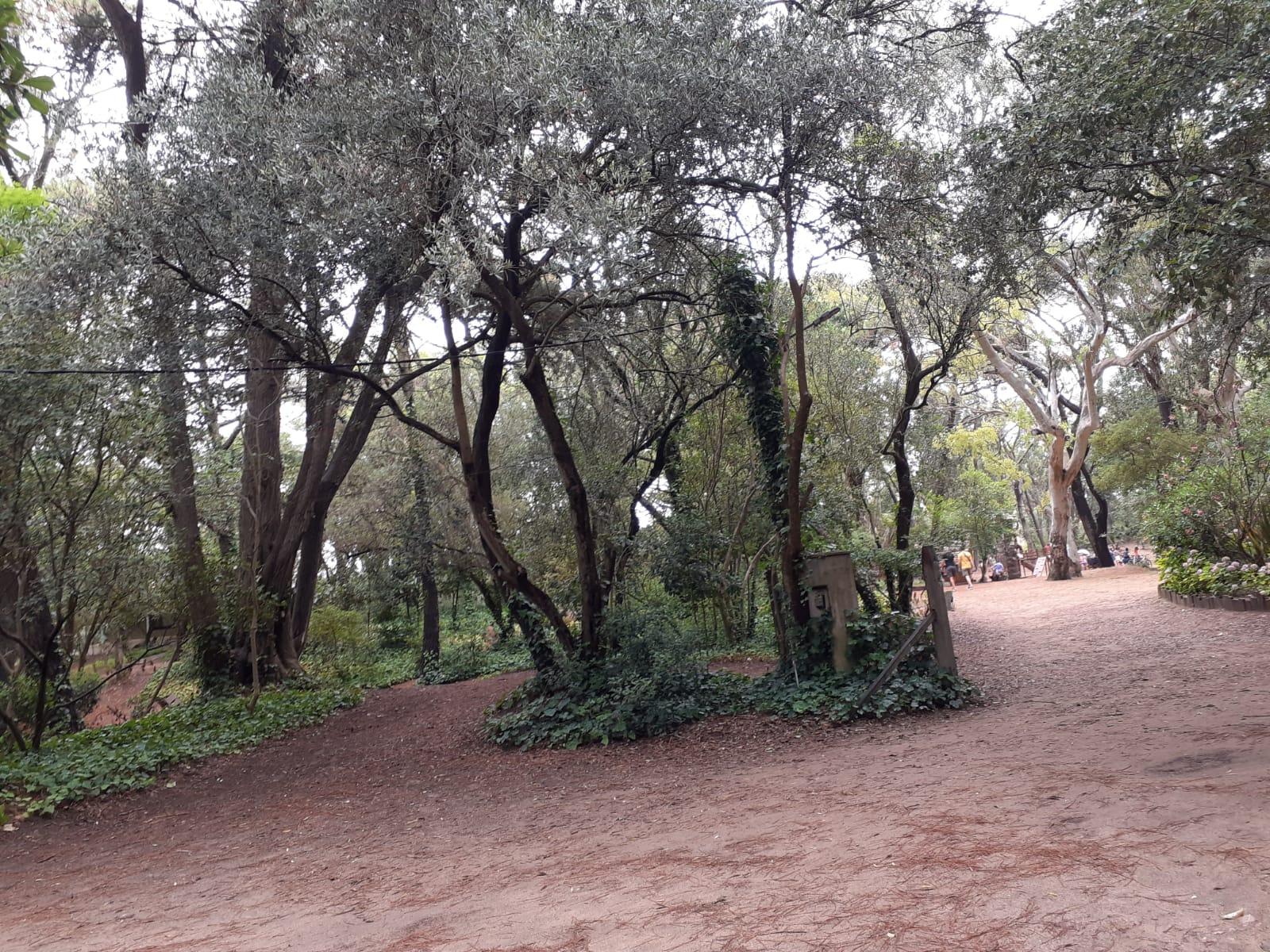
Vista del Pinar del Norte de Villa Gesell.

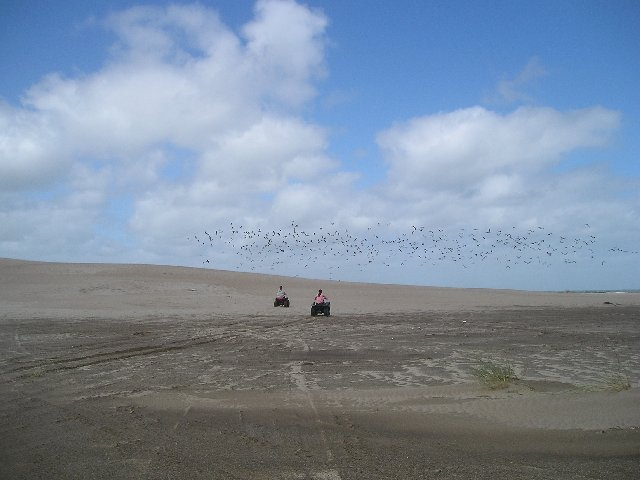
El sector de dunas al norte de la ciudad de Villa Gesell.

Es un parque de 15 ha, sitio de origen de la localidad, y cuenta con el Museo y Casa de Gesell.
En estas 15 hectáreas fue donde Carlos Gesell fundó la Villa en 1933, y aquí se encuentra emplazado el Museo y Archivo Histórico Municipal. Visitas guiadas que llevan a cabo las guías del Museo, permiten conocer la vida de Carlos I. Gesell, el surgimiento de Villa Gesell a través de fotografías y documentos, como así también la diversidad de especies vegetales y animales que se encuentran en la Reserva.
El Chalet de Don Carlos, en donde funciona un Centro Cultural que alberga exposiciones, cursos, conferencias y una biblioteca especializada en historia y geografía local y regional, con un importante archivo fotográfico y documental, es otro de los sitios de interés.
En el mismo predio se encuentran el Vivero Municipal, la Asociación Apícola y el Taller del Bosque. Además del recientemente inaugurado Museo de los Pioneros, creado para guardar la memoria de los primeros habitantes de Villa Gesell, pioneros y fundadores.
El predio tiene una superficie de 143.725 m y ha sido cercado con el fin de protegerlo de la erosión y depredación. El fundador de la ciudad comenzó en este lugar, el extraordinario trabajo de transformación de las 1648 hectáreas de dunas vivas que adquirió en 1931 en una zona forestada, y consiguientemente apta para el asentamiento humano.
Por eso, toda el área es una importante herencia histórica y paisajística, donde hoy se encuentran más de 100 variedades de plantas y árboles que Carlos Gesell adaptó al suelo arenoso, especialmente pinos, así como también miles de aves de por lo menos 30 variedades, tanto estables como migratorias.
Después de la muerte del fundador, el predio fue expropiado por el gobierno de la Provincia de Buenos Aires (Ley 10420/88) y cedido luego a la Municipalidad de Villa Gesell con la finalidad de convertirlo en Parque Cultural (Decreto Prov. 10252/87)

Se conservan desde 1940: Un almacén, la estafeta postal (hoy Museo de los Pioneros), los talleres de reparación de maquinarias, hoy sede de la Asociación Apícola y El Taller del Bosque.

### Flora
Utilizando especies nativas como el "esparto", y el "tupé",  Carlos Gesell inició la fijación de las dunas marítimas para dar inicio luego a la forestación con especies exóticas provenientes de diversas partes del mundo.
Gramíneas y leguminosas contribuyeron al enriquecimiento del suelo; dentro de estas últimas fue fundamental la importación de la Acacia trinervis, ya que aporta nitrógeno al suelo y posibilita el desarrollo de otras especies.
Actualmente el Pinar del Norte cuenta con una gran diversidad: pino, ciprés, álamo, eucaliptus, acacia, variedades frutales tales como: ciruelo, peral, níspero, manzano e higuera entre otros, casuarinas, olmos, sauces, fresnos, arces, encinas, olivos, laureles, tamariscos, robles, alcornoques y retamas.

### Fauna
Sin contar la fauna marina y la doméstica, la fauna silvestre está representada en la actualidad principalmente por aves, que no frecuentaban la zona costera, se afianzaron al lugar con el crecimiento de los árboles.
El bosque se ha constituido como un espacio de protección de dichas aves proporcionándoles alimento, refugio y espacio para nidificar.  Algunas especies permanecen todo el año (zorzal, gorrión, tacuarita, calandria, benteveo, chingolo, ratona, carpintero real), mientras que otros visitan la zona en sus épocas de migración (churrinche, tordo   común, mulato, naranjero, fío-fío, verderón, suirirí, tijereta,  golondrinas, etc.).
En cuanto a los hábitos alimenticios, las  palomas, horneros y zorzales consumen semillas y frutos, otros consumen insectos que cazan al vuelo o recogen del suelo (pitiayumi, tacuarita,  picaflor verde y otros). Entre los carroñeros, podemos encontrar  chimangos y gavilanes.
Son características las cotorras, las que establecen sus comunidades en este lugar y arman sus grandes nidos en las copas de los eucaliptos.
Sobre el frente marítimo pueden observarse gaviotas cocineras y capucho café, gaviotines, ostreros y palomas antárticas.

## Distancias
Villa Gesell se encuentra a 370 km al sudeste de la ciudad de Buenos Aires; 260 km (lineales) al sudoeste de Montevideo; 105 km al noreste de Mar del Plata y 21 km al sudoeste de Pinamar. Se comunica con Mar del Plata y otras ciudades costeras mediante la Ruta Provincial 11, aunque la forma más rápida de acceder desde Buenos Aires implica utilizar la ruta provincial 56 que empalma con la Ruta Provincial 11 en el acceso a General Conesa y llega la ciudad de General Juan Madariaga. Una vez allí, por la Ruta Provincial 74 1 se retoma la ruta 11 hacia el sur, en la rotonda de entrada a la ciudad de Pinamar.
El partido de Villa Gesell comprende esta ciudad cabecera y las localidades de Colonia Marina, Mar de las Pampas, Las Gaviotas y Mar Azul.

## Transporte
- Nuevo Bus (Bus)
- Aeropuerto de Villa Gesell (administrado por el Municipio)

## Medios de Comunicación Locales

### Televisión por Cable:
- Canal 2, Gesatel - Villa Gesell Televisión Comunitaria.

### Televisión por Internet:
- Cotel,LTDA (cooperativa Telefónica) brinda el servicio Cotel PLAY

### Portales de Noticias locales y regionales:
-El Fundador (edición mensual impresa).
-Semanario Realidad Geselina (edición semanal impresa de distribución gratuita)
-Minuto G.                                                                                                                                                                                        
-Sector Informativo.                                                                                                                                                                                                          
-Periodismo en Movimiento.
-Pulso Geselino.

### Radios FM:
-Radio MUNICIPAL, FM 87.9 "La radio pública de Villa Gesell".
-Radio FM LA VILLA 91.1 MHz "La Radio mejor informada...".
-Radio Beach FM 91.5  Villa Gesell - Pinamar.
-Radio Planet Music FM 91.9 MHz.
-Radio DEL BOSQUE FM 93.7 MHz. 
-Radio FM DEL MAR 94.7 MHz "más música que palabras".
-Radio FM IMPACTO 95.5 MHz "La Radio de la noticias Villa Gesell". 
-Radio ACQUA FM 100.1MHz 
-Radio Atlántica FM 102.9 MHz

## En los inicios del Rock en Castellano

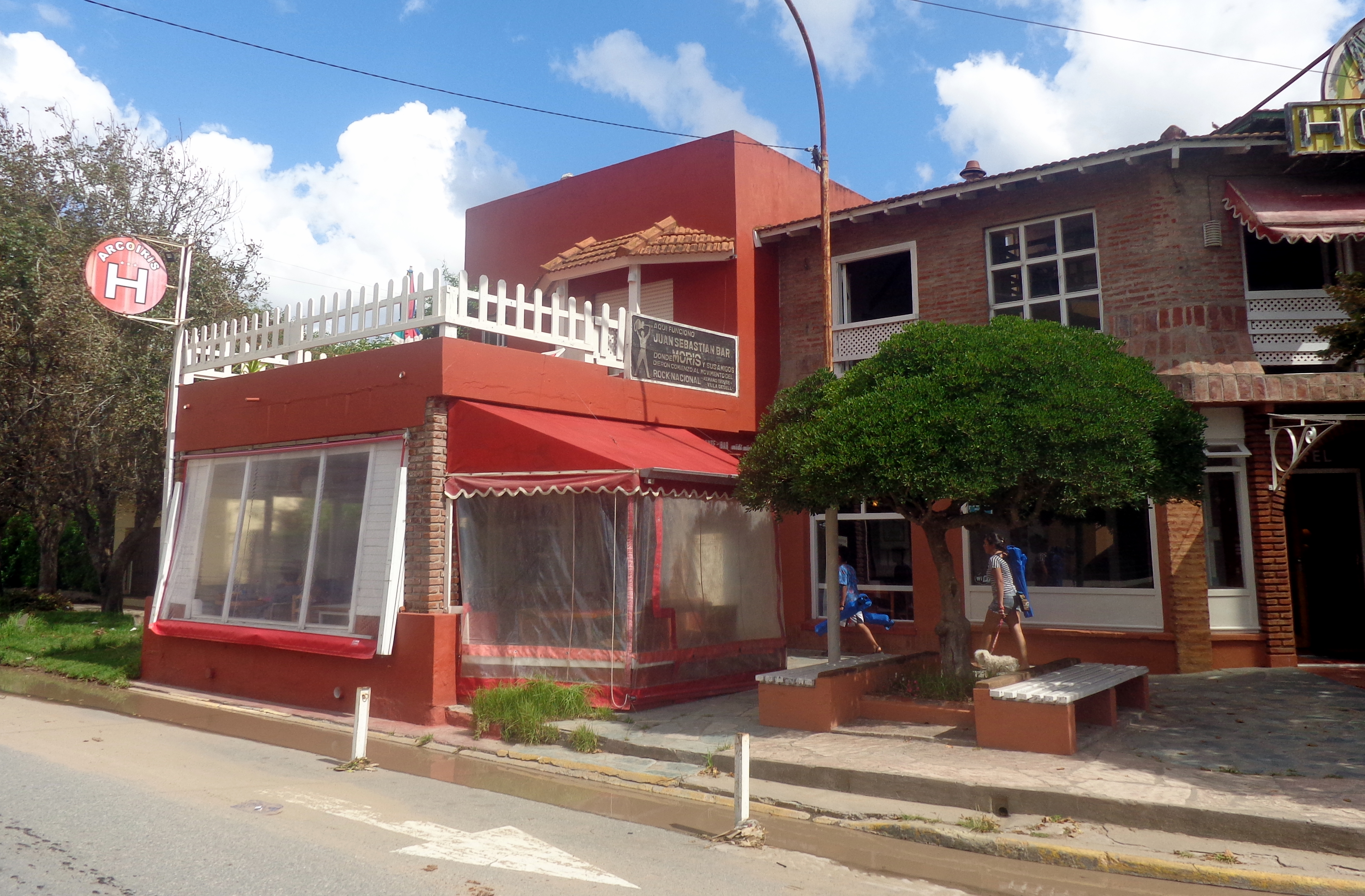
Bar "Juan Sebastian Bar" regenteado por Mauricio Biranbet "Moris" en el año 1966, ubicado en Paseo 107 y avenida 2.

La ciudad desempeñó un papel fundamental en el surgimiento y desarrollo del Rock argentino. En el verano de 1966, un grupo de jóvenes que el año anterior había realizado en la Capital Federal sus primeras experiencias de este género musical en castellano en el país, se establecieron en Villa Gesell.
Durante la temporada estival que unió 1965 y 1966, Mauricio Birabent “Moris” decidió abrir en paseo 107 y avenida 2, un establecimiento denominado "Juan Sebastián Bar". Fue en este local donde surgió la primera formación de Los Beatniks, que comenzó como un dúo conformado por Javier Martínez en batería y Moris en guitarra y voz. Posteriormente, se sumaron Iván en guitarra y Rocky Rodríguez en el bajo. El repertorio del conjunto incluía composiciones de Ray Charles, The Beatles y The Rolling Stones, además de canciones propias.

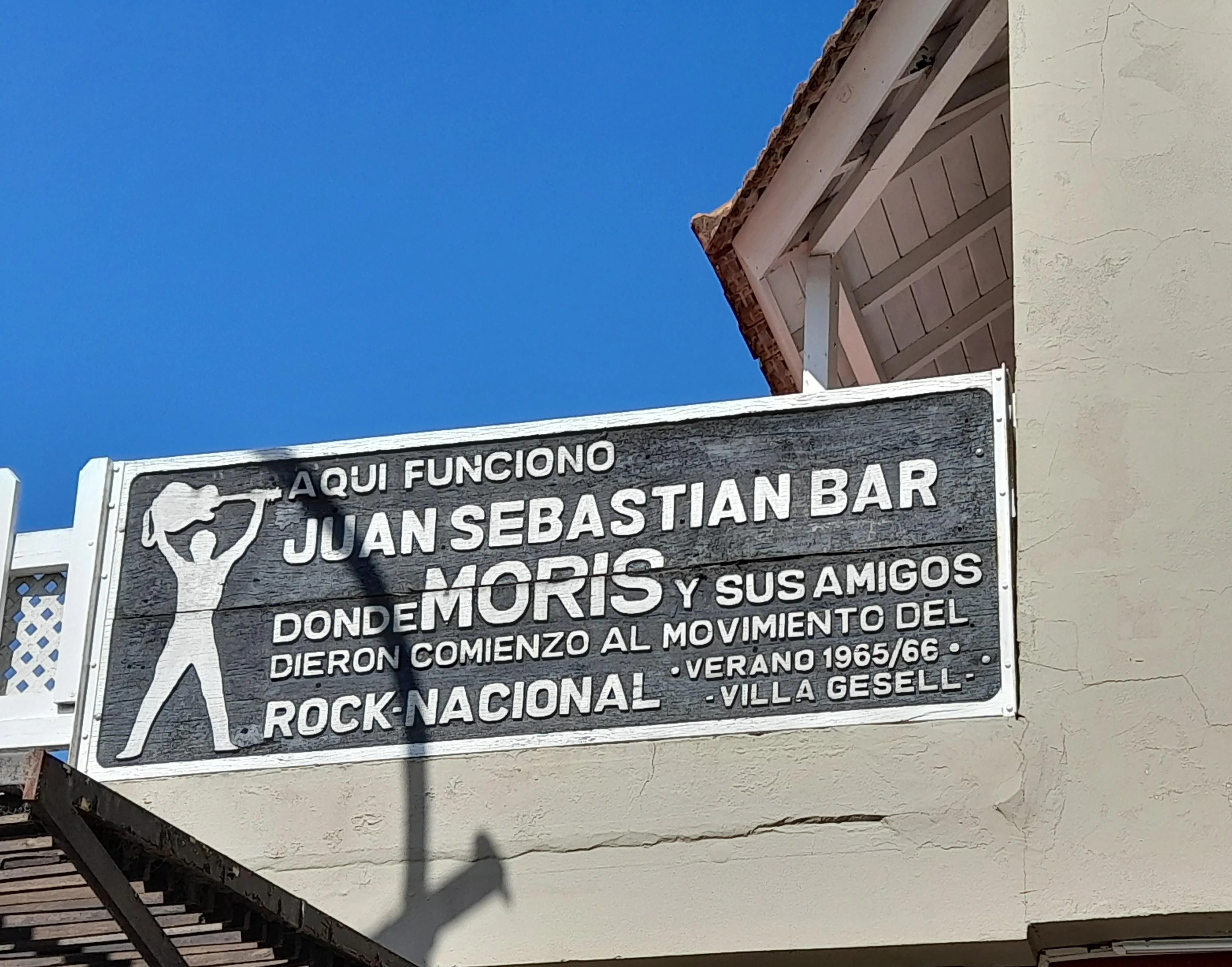
Cartel conmemorativo recordando el lugar donde funcionó el bar "Juan Sebastian Bar" en Paseo 107 y Avenida 2.

Fue en este bar, conocido como el Juan Sebastián Bar, donde se originaron las dos canciones del sencillo de vinilo que Los Beatniks, (el primer conjunto nacional que grabaría material discográfico en ese estilo musical), los cuales fueron grabados, en el invierno de ese mismo año.
Gran parte de esas historias fueron publicadas en el libro "Villa Gesell Rock&Roll: Anecdotario sobre una de las cunas del rock argentino" del periodista Juan Ignacio Provéndola.

## Parroquias de la Iglesia Católica en Villa Gesell

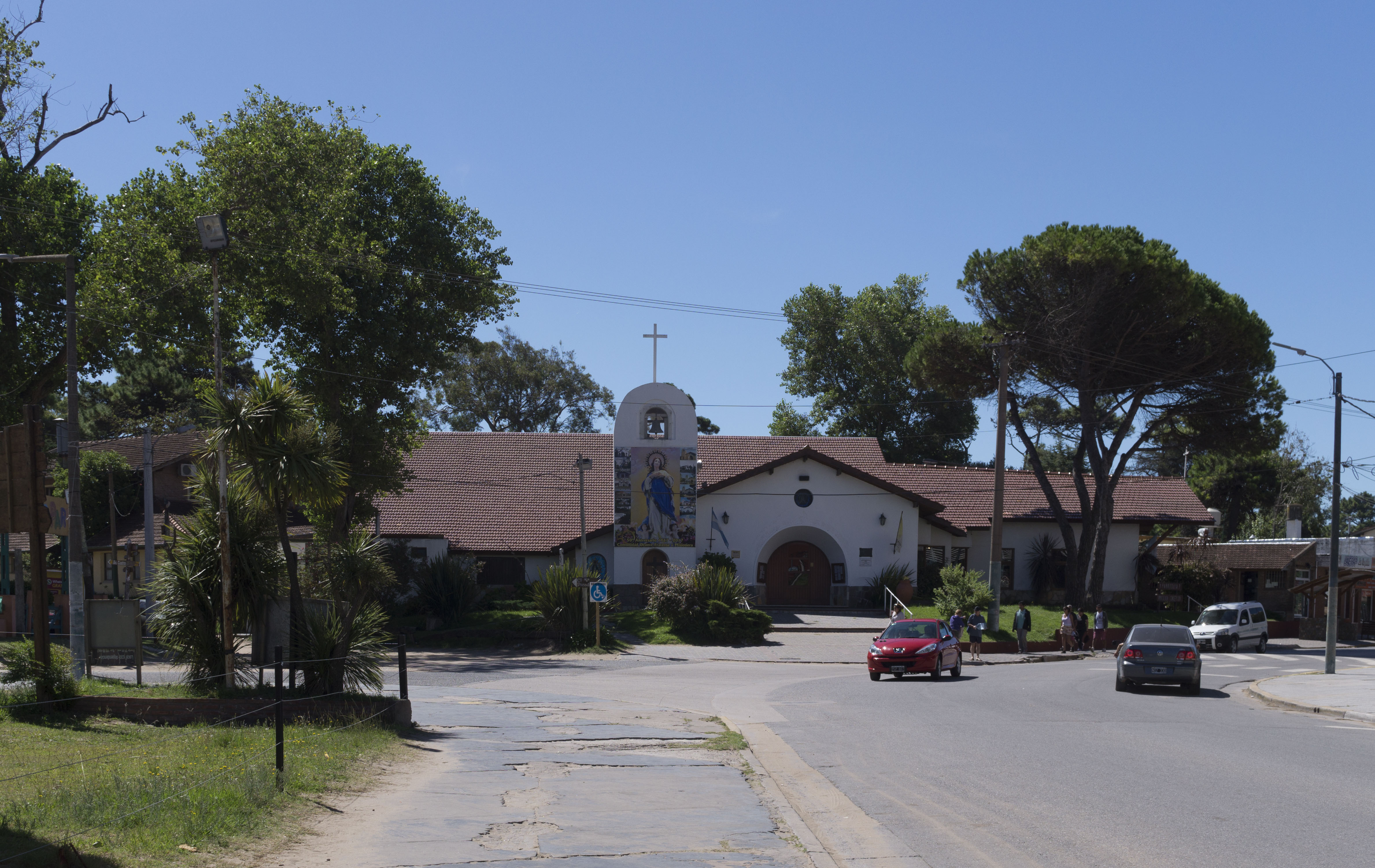
Parroquia Inmaculada Concepción de Villa Gesell.

| Diócesis  | Mar del Plata                     | Ubicación                           |
| --------- | --------------------------------- | ----------------------------------- |
| Santuario | Santiago Apóstol (2° botafumeiro) | Av. 4 entre Paseos 125 y 126        |
| Parroquia | Inmaculada Concepción             | Avenida Buenos Aires y Paseo 101    |
| Capilla   | Medalla Milagrosa                 | Paseo 135 entre Avenidas 4 y 5      |
| Ermita    | Inmaculada Concepción de María    | Camino de los Pioneros Nro. 1921    |
| Ermita    | Nuestra Señora de Lujan           | Paseo 105 y Av. Circunvalación      |
| Ermita    | San Cayetano                      | Paseo 115 y Boulevard Silvio Gesell |
|           |                                   |                                     |

## Ciudades hermanas
- Le Touquet, Francia

## Curiosidades
- En 2019 se cumplieron 50 años de los Encuentros Corales de Verano, creados a partir del Anfiteatro del Pinar inaugurado en 1968 por integrantes de la ahora Sociedad de los Encuentros Corales.
- En la película X-Men: primera generación Erik/Magneto (Michael Fassbender) recorre el mundo en busca del asesino de su madre y le cuentan que se encontraba refugiado en Argentina, más exactamente en Villa Gesell. Cuando llega se encuentra con una montaña nevada de fondo, por lo que significa que no sería Villa Gesell, sino Villa La Angostura.
- Desde 2006 se realiza el Enduro del Verano.
- En 2012, los reconocidos DJ Paul van Dyk, Dash Berlin y  David Guetta brindaron su show en Pueblo Límite, una de las discotecas más destacadas de la costa bonaerense.